# 中華職業囲棋協会
中華職業囲棋協会(ちゅうかしょくぎょういききょうかい、中華職業圍棋協會）は、台湾の囲碁の組織。2008年に友士股份有限公司董事長の加藤惇一が中心となって、台湾の囲碁界支援のために設立された。
2020年時点で102名のプロ棋士が参加している。

## 歴史
- 2008年 設立。
- 2009年 毎週の棋士研究会、及び磨練戦を開催。
- 2011年 友士杯プロ棋士戦開催。友士杯十段戦設立。三星火災杯世界囲碁マスターズの予選を援助。
- 2012年 BCカード杯、LG杯、百霊杯、夢百合杯予選援助。林文伯が理事長、周俊勲、林海峰、鄭銘琦らが理事に就任。
- 2013年 囲棋道場を設立し、周俊勲を主任コーチに招聘。韓国棋院との交流戦を実施。夢百合杯予選援助。
- 2014年 在日台湾棋士、中国棋士、韓国棋士との交流戦実施。金立智能手机杯海峡両岸囲棋冠軍争覇戦実施。
- 2015年 女子囲棋最強戦主催。利民杯世界囲碁星鋭最強戦参加。
- 2017年 何信仁が理事長に就任。

## 囲棋道場
プロを目指す子供向け道場「中華職協囲棋道場」を主催している。
出身棋士は簡靖庭、賴均輔、楊子萱など。